# Cupha turneri
Cupha turneri är en fjärilsart som beskrevs av Butler 1876. Cupha turneri ingår i släktet Cupha och familjen praktfjärilar. Inga underarter finns listade i Catalogue of Life.